# Taxeotis pleurostigma
Taxeotis pleurostigma là một loài bướm đêm trong họ Geometridae.